# Barghawata
Barghawata (ponekad Barghwata ili Berghouata) je bio srednjovjekovni berberski plemenski savez na atlantskoj obali današnjeg Maroka, a koji je pripadao široj plemenskoj grupi Masmuda.  Za vrijeme velikog ustanka protiv omejidske vlasti su stupili u savez sufrističkim haridžitima te pod vodstvom Tarif al-Matgharija uspostavili nezavisnu državu u oblasti Tamesna, na obali između Safija i Saléa. Ta se država održala do 1058. kada su ju pokorili Almoravidi.

## Kraljevi Barghawate
- Tarif al-Matghari
- Ṣāliḥ ibn Tarīf (744.-?), koji je sebe proglasio prorokom[1] godine 744. i u dobi od 47 godina napustio vlast, obećavši da će se vratiti.
- Ilyas ibn Salih (?792-842),[2] za koga se govori da je javno ispovijedao islam, a tajno Ṣāliḥovu religiju, te je umro u 50. godini vladavine.
- Yunus ibn Ilyas (?842. – 888.), koji je proglasio Ṣāliḥovu religiju službenom te ubio sve koji se nisu htjeli preobratiti (7770 ljudi, prema Ibn Khaldunovim izvorima, na mjestu pod imenom Tamlukeft). Usprkos toga, za njega se navodi da je obavio hadž.  Umro je u 44. godini vladavine.
- Abu Ghafir Muhammad (?888. – 917.), koji se također nazivao prorokom (prema pjesmi koju citira Ibn-Khaldun) i imao 44 sina i više sinova.  Umro je u 29. godini vadavine.
- Abu al-Ansar Abdullah (?917. – 961.), sahranjen u Ameslakhtu.  Umro je u 44. godini vladavine.
- Abu Mansur Isa (?961.-?), koji je imao 22 godine kada je postao kralj.

## izvori
1. ↑  Talbi napominje da u stvari ne postoji suvremeni zapis da je on išta drugo osim Sufri haridžit, te da je to možda bio mit koji je propagirao Yunus
2. ↑  Datumi s upitnikom su izračunati na osnovi sekundarnog izvora [neaktivna poveznica]. Ostale informacije su od strane Ibn Khalduna.